# كارلوس فالنسيا (لاعب كرة قدم)
كارلوس فالنسيا (بالإسبانية: Carlos Valencia)‏ هو لاعب كرة قدم كولومبي في مركز حراسة المرمى، ولد في 30 ديسمبر 1953 في Cerrito, Santander ‏ في كولومبيا، وتوفي في 23 أبريل 2017. لعب مع ديبورتيفو كالي.

## وصلات خارجية
- كارلوس فالنسيا (لاعب كرة قدم) على موقع الاتحاد الدولي (مؤرشف)  (الإنجليزية)
- كارلوس فالنسيا (لاعب كرة قدم) على موقع قاعدة بيانات كرة القدم.إي يو (الإنجليزية)
- كارلوس فالنسيا (لاعب كرة قدم) على موقع أوليمبيديا (الإنجليزية)